# Antônio Rodrigo Nogueira
Antônio Rodrigo Nogueira (Vitória da Conquista. Bahía, 2 de junio de 1976) es un artista marcial mixto brasileño retirado. Conocido por su depurada técnica y maestría en jiu-jitsu brasileño, Nogueira compitió en la categoría de peso pesado en organizaciones como PRIDE Fighting Championships y Ultimate Fighting Championship, donde ha sido campeón peso pesado y campeón interino respectivamente. Es el hermano gemelo de Antônio Rogério Nogueira.
Es uno de los tres hombres que han poseído campeonatos tanto en PRIDE FC como en UFC (los otros son Maurício Rua y Mark Coleman). Esta ampliamente considerado como uno de los más grandes peleadores de MMA de la historia.

## Primeros años
Nació en la ciudad de Vitória da Conquista, Brasil. Comenzó a entrenar judo cuando tenía 6 años, boxeo a los 14, y Jiu-jitsu brasileño cuando tenía 18 años. A la edad de 10, fue atropellado accidentalmente por un camión y cayó en coma durante cuatro días. Durante este tiempo ha perdido una costilla y parte de su hígado y tuvo que ser hospitalizada durante once meses. Como resultado del accidente tiene una gran cicatriz, que incluye una muesca, en su espalda inferior.
Pocos años después de su debut en MMA comenzó a entrenar en el primer equipo brasileño. En junio de 2007, Nogueira dejó oficialmente el Brazilian Top Team antes de su debut en la UFC y se asocia actualmente con el equipo Black House.

## Carrera en artes marciales mixtas

### Ultimate Fighting Championship
Nogueira se enfrentó a Heath Herring el 7 de julio de 2007 en UFC 73. Nogueira ganó la pelea por decisión unánime.
Nogueira se enfrentó a Tim Sylvia el 2 de febrero de 2008 en UFC 81. Nogueira ganó la pelea por sumisión en la tercera ronda, ganando así el Campeonato Interino de Peso Pesado de UFC y ganando el premio a la Pelea de la Noche.
Nogueira se enfrentó a Frank Mir el 27 de diciembre de 2008 en UFC 92. Nogueira perdió la pelea por nocaut técnico en la segunda ronda, perdiendo así el Campeonato Interino de Peso Pesado de UFC.
Nogueira se enfrentó a Randy Couture el 29 de agosto de 2009 en UFC 102. Nogueira ganó la pelea por decisión unánime. Tras el evento, ambos peleadores ganaron el premio a la Pelea de la Noche siendo finalmente la Pelea del Año 2009.
Nogueira se enfrentó a Caín Velásquez el 21 de febrero de 2010 en UFC 110. Nogueira perdió la pelea por nocaut en la primera ronda.
Nogueira se enfrentó a Brendan Schaub el 27 de agosto de 2011 en UFC 134. Nogueira ganó la pelea por nocaut en la primera ronda, ganando así el premio al KO de la Noche.
Nogueira se enfrentó a Frank Mir el 10 de diciembre de 2011 en UFC 140. Nogueira perdió la pelea por sumisión en la primera ronda.
Nogueira se enfrentó a Dave Herman el 13 de octubre de 2012 en UFC 153. Nogueira ganó la pelea por sumisión en la segunda ronda, ganando así el premio a la Sumisión de la Noche.
Nogueira se enfrentó a Fabrício Werdum el 8 de junio de 2013 en UFC on Fuel TV 10. Nogueira perdió la pelea por sumisión en la segunda ronda.
Nogueira se enfrentó a Roy Nelson el 11 de abril de 2014 en UFC Fight Night 39. Nogueira perdió la pelea por nocaut en la primera ronda.
El 1 de agosto de 2015, Nogueira se enfrentó a Stefan Struve en UFC 190. Nogueira perdió la pelea por decisión unánime. Después de la pelea, el presidente de UFC, Dana White, dijo que ya no ofrecería peleas a Nogueira, terminando efectivamente su carrera en UFC. White también indicó que en su lugar ofrecería a Nogueira una posición dentro de la compañía. A su vez, Nogueira confirmó su intención de jubilarse.

## Vida personal
Nogueira tiene una hija y dos hijos, uno de los cuales vive en Nueva York.

## Campeonatos y logros
- Ultimate Fighting Championship
  - Campeón Interino de Peso Pesado de UFC (Una vez)
  - Pelea de la Noche (Dos veces)
  - KO de la Noche (Una vez)
  - Sumisión de la Noche (Una vez)

- PRIDE Fighting Championships
  - Campeón de Peso Pesado (Una vez, primero)
  - Campeón Interino de Peso Pesado (Una vez)
  - PRIDE Grand Prix 2004 de Peso Pesado (Subcampeón)
  - PRIDE Grand Prix 2006 (Semifinalista)

- World Extreme Fighting
  - Campeón de Peso Pesado (Una vez)

- Fighting Network RINGS
  - Campeón del torneo RINGS King of Kings 2000

- Wrestling Observer Newsletter
  - Peleador del Año (2002)

- MMAFighting
  - Pelea del Año (2003) vs. Mirko CroCop el 9 de noviembre

- Inside Fights
  - Pelea del Año (2009) vs. Randy Couture el 29 de agosto[20]

## Registro en artes marciales mixtas
| Resultado     | Récord      | Oponente           | Método                              | Evento                               | Fecha                    | Ronda | Tiempo | Localización           | Notas                                                                 |
| ------------- | ----------- | ------------------ | ----------------------------------- | ------------------------------------ | ------------------------ | ----- | ------ | ---------------------- | --------------------------------------------------------------------- |
| Derrota       | 34–10–1 (1) | Stefan Struve      | Decisión (unánime)                  | UFC 190                              | 1 de agosto de 2015      | 3     | 5:00   | Río de Janeiro         |                                                                       |
| Derrota       | 34–9–1 (1)  | Roy Nelson         | KO (golpe)                          | UFC Fight Night: Nogueira vs. Nelson | 11 de abril de 2014      | 1     | 3:37   | Abu Dhabi              |                                                                       |
| Derrota       | 34–8–1 (1)  | Fabrício Werdum    | Sumisión (armbar)                   | UFC on Fuel TV: Nogueira vs. Werdum  | 8 de junio de 2013       | 2     | 2:41   | Fortaleza              |                                                                       |
| Victoria      | 34–7–1 (1)  | Dave Herman        | Sumisión (armbar)                   | UFC 153                              | 13 de octubre de 2012    | 2     | 4:31   | Río de Janeiro         | Sumisión de la Noche.                                                 |
| Derrota       | 33–7–1 (1)  | Frank Mir          | Sumisión técnica (kimura)           | UFC 140                              | 10 de diciembre de 2011  | 1     | 3:38   | Toronto                |                                                                       |
| Victoria      | 33–6–1 (1)  | Brendan Schaub     | KO (golpes)                         | UFC 134                              | 27 de agosto de 2011     | 1     | 3:09   | Río de Janeiro         | KO de la Noche.                                                       |
| Derrota       | 32–6–1 (1)  | Caín Velásquez     | KO (golpes)                         | UFC 110                              | 21 de febrero de 2010    | 1     | 2:20   | Sídney                 | Eliminatoria por el título.                                           |
| Victoria      | 32–5–1 (1)  | Randy Couture      | Decisión (unánime)                  | UFC 102                              | 29 de agosto de 2009     | 3     | 5:00   | Portland, Oregón       | Pelea de la Noche.                                                    |
| Derrota       | 31–5–1 (1)  | Frank Mir          | TKO (golpes)                        | UFC 92                               | 27 de diciembre de 2008  | 2     | 1:54   | Las Vegas, Nevada      | Perdió el Campeonato Interino de Peso Pesado de UFC.                  |
| Victoria      | 31–4–1 (1)  | Tim Sylvia         | Sumisión (guillotine choke)         | UFC 81                               | 2 de febrero de 2008     | 3     | 1:28   | Las Vegas, Nevada      | Ganó el Campeonato Interino de Peso Pesado de UFC; Pelea de la Noche. |
| Victoria      | 30–4–1 (1)  | Heath Herring      | Decisión (unánime)                  | UFC 73                               | 7 de julio de 2007       | 3     | 5:00   | Sacramento, California | UFC Debut.                                                            |
| Victoria      | 29–4–1 (1)  | Josh Barnett       | Decisión (dividida)                 | PRIDE Shockwave 2006                 | 31 de diciembre de 2006  | 3     | 5:00   | Saitama                |                                                                       |
| Derrota       | 28–4–1 (1)  | Josh Barnett       | Decisión (unánime)                  | PRIDE Final Conflict Absolute        | 10 de septiembre de 2006 | 2     | 5:00   | Saitama                | PRIDE 2006 Grand Prix de Peso Pesado Semifinal.                       |
| Victoria      | 28–3–1 (1)  | Fabrício Werdum    | Decisión (unánime)                  | PRIDE Critical Countdown Absolute    | 1 de julio de 2006       | 3     | 5:00   | Saitama                | PRIDE 2006 Grand Prix de Peso Pesado Cuartos de final.                |
| Victoria      | 27–3–1 (1)  | Zuluzinho          | Sumisión (armbar)                   | PRIDE Total Elimination Absolute     | 5 de mayo de 2006        | 1     | 2:17   | Osaka                  | PRIDE 2006 Grand Prix de Peso Pesado Ronda de Apertura.               |
| Victoria      | 26–3–1 (1)  | Kiyoshi Tamura     | Sumisión (armbar)                   | PRIDE 31                             | 26 de febrero de 2006    | 1     | 2:24   | Saitama                |                                                                       |
| Victoria      | 25–3–1 (1)  | Paweł Nastula      | TKO (golpes)                        | PRIDE Critical Countdown 2005        | 26 de junio de 2005      | 1     | 8:38   | Saitama                |                                                                       |
| Derrota       | 24–3–1 (1)  | Fedor Emelianenko  | Decisión (unánime)                  | PRIDE Shockwave 2004                 | 31 de diciembre de 2004  | 3     | 5:00   | Saitama                | PRIDE 2004 Grand Prix de Peso Pesado Final.                           |
| Sin resultado | 24–2–1 (1)  | Fedor Emelianenko  | Sin resultado (cabezazo accidental) | PRIDE Final Conflict 2004            | 15 de agosto de 2004     | 1     | 3:52   | Saitama                | PRIDE 2004 Grand Prix de Peso Pesado Final.                           |
| Victoria      | 24–2–1      | Sergei Kharitonov  | Decisión (unánime)                  | PRIDE Final Conflict 2004            | 15 de agosto de 2004     | 2     | 5:00   | Saitama                | PRIDE 2004 Grand Prix de Peso Pesado Semifinal.                       |
| Victoria      | 23–2–1      | Heath Herring      | Sumisión (anaconda choke)           | PRIDE Critical Countdown 2004        | 20 de junio de 2004      | 2     | 0:30   | Saitama                | PRIDE 2004 Grand Prix de Peso Pesado Cuartos de final.                |
| Victoria      | 22–2–1      | Hirotaka Yokoi     | Sumisión (anaconda choke)           | PRIDE Total Elimination 2004         | 25 de abril de 2004      | 2     | 1:25   | Saitama                | PRIDE 2004 Grand Prix de Peso Pesado Ronda de Apertura.               |
| Victoria      | 21–2–1      | Mirko Filipović    | Sumisión (armbar)                   | PRIDE Final Conflict 2003            | 9 de noviembre de 2003   | 2     | 1:45   | Tokio                  | Ganó el Campeonato Interino de Peso Pesado de PRIDE.                  |
| Victoria      | 20–2–1      | Ricco Rodriguez    | Decisión (unánime)                  | PRIDE Total Elimination 2003         | 10 de agosto de 2003     | 3     | 5:00   | Saitama                | Campeonato de Peso Pesado de la Ronda de Apertura del Torneo.         |
| Derrota       | 19–2–1      | Fedor Emelianenko  | Decisión (unánime)                  | PRIDE 25                             | 16 de marzo de 2003      | 3     | 5:00   | Yokohama               | Perdió el Campeonato de Peso Pesado de PRIDE.                         |
| Victoria      | 19–1–1      | Dan Henderson      | Sumisión (armbar)                   | PRIDE 24                             | 23 de diciembre de 2002  | 3     | 1:49   | Fukuoka                |                                                                       |
| Victoria      | 18–1–1      | Semmy Schilt       | Sumisión (triangle choke)           | PRIDE 23                             | 24 de noviembre de 2002  | 1     | 6:36   | Tokio                  |                                                                       |
| Victoria      | 17–1–1      | Bob Sapp           | Sumisión (armbar)                   | PRIDE Shockwave                      | 28 de agosto de 2002     | 2     | 4:03   | Tokio                  |                                                                       |
| Victoria      | 16–1–1      | Sanae Kikuta       | KO (golpe)                          | UFO-Legend                           | 8 de agosto de 2002      | 2     | 0:29   | Tokio                  |                                                                       |
| Victoria      | 15–1–1      | Enson Inoue        | Sumisión técnica (triangle choke)   | PRIDE 19                             | 24 de febrero de 2002    | 1     | 6:17   | Saitama                |                                                                       |
| Victoria      | 14–1–1      | Heath Herring      | Decisión (unánime)                  | PRIDE 17                             | 3 de noviembre de 2001   | 3     | 5:00   | Tokio                  | Ganó el Campeonato de Peso Pesado de PRIDE.                           |
| Victoria      | 13–1–1      | Mark Coleman       | Sumisión (triangle armbar)          | PRIDE 16                             | 24 de septiembre de 2001 | 1     | 6:10   | Osaka                  |                                                                       |
| Victoria      | 12–1–1      | Gary Goodridge     | Sumisión (triangle choke)           | PRIDE 15                             | 29 de julio de 2001      | 1     | 2:37   | Saitama                | PRIDE Debut.                                                          |
| Victoria      | 11–1–1      | Valentijn Overeem  | Sumisión (arm-triangle choke)       | Rings: King of Kings 2000 Final      | 24 de febrero de 2001    | 1     | 1:20   | Tokio                  | Ganó el Campeonato de King of Kings 2000                              |
| Victoria      | 10–1–1      | Hiromitsu Kanehara | Sumisión (rear-naked choke)         | Rings: King of Kings 2000 Final      | 24 de febrero de 2001    | 2     | 0:20   | Tokio                  |                                                                       |
| Victoria      | 9–1–1       | Volk Han           | Decisión (unánime)                  | Rings: King of Kings 2000 Final      | 24 de febrero de 2001    | 2     | 5:00   | Tokio                  |                                                                       |
| Victoria      | 8–1–1       | Kiyoshi Tamura     | Sumisión (armbar)                   | Rings: King of Kings 2000 Block A    | 9 de octubre de 2000     | 2     | 2:29   | Tokio                  |                                                                       |
| Victoria      | 7–1–1       | Achmed Labasanov   | Sumisión (armbar)                   | Rings: King of Kings 2000 Block A    | 9 de octubre de 2000     | 1     | 1:38   | Tokio                  |                                                                       |
| Empate        | 6–1–1       | Tsuyoshi Kohsaka   | Empate                              | Rings: Millennium Combine 3          | 23 de agosto de 2000     | 2     | 5:00   | Osaka                  |                                                                       |
| Derrota       | 6–1         | Dan Henderson      | Decisión (dividida)                 | Rings: King of Kings 1999 Final      | 26 de febrero de 2000    | 3     | 5:00   | Tokio                  |                                                                       |
| Victoria      | 6–0         | Andrei Kopylov     | Decisión (mayoritaria)              | Rings: King of Kings 1999 Final      | 26 de febrero de 2000    | 2     | 5:00   | Tokio                  |                                                                       |
| Victoria      | 5–0         | Jeremy Horn        | Decisión (unánime)                  | WEF 8: Goin' Platinum                | 15 de enero de 2000      | 3     | 8:00   | Rome, Georgia          | Ganó el Campeonato de Peso Pesado de WEF.                             |
| Victoria      | 4–0         | Iouri Kotchkine    | Sumisión técnica (armbar)           | Rings: King of Kings 1999 Block A    | 28 de octubre de 1999    | 1     | 0:40   | Tokio                  |                                                                       |
| Victoria      | 3–0         | Valentijn Overeem  | Sumisión técnica (keylock)          | Rings: King of Kings 1999 Block A    | 28 de octubre de 1999    | 1     | 1:51   | Tokio                  |                                                                       |
| Victoria      | 2–0         | Nate Schroeder     | Sumisión (armbar)                   | WEF 7: Stomp in the Swamp            | 9 de octubre de 1999     | 1     | 1:52   | Kenner, Louisiana      |                                                                       |
| Victoria      | 1–0         | David Dodd         | Sumisión (armlock invertida kimura) | WEF 6: World Extreme Fighting 6      | 12 de junio de 1999      | 1     |        | DeLand, Florida        |                                                                       |